# Nabatiye
Nabatiye (in arabo  النبطية‎?, al-Nabatiyya), o Nabatieh  è una città del Libano, di circa 35 000 abitanti (stime 2008), capoluogo del governatorato di Nabatiye. Si trova a circa 60 km a sud di Beirut.

## Storia
Il 21 marzo 1994 elicotteri da guerra israeliani aprirono il fuoco contro un bus pieno di bambini. Ne morirono 4 e altri 10 restarono feriti. Il 18 aprile 1998 ancora elicotteri da guerra israeliani aprirono il fuoco contro una casa di Nabatiye causando la morte di 8 persone tra cui un bimbo di appena 4 giorni.